# 北京新世界中心
39°53′48″N 116°24′42″E / 39.89671°N 116.41180°E

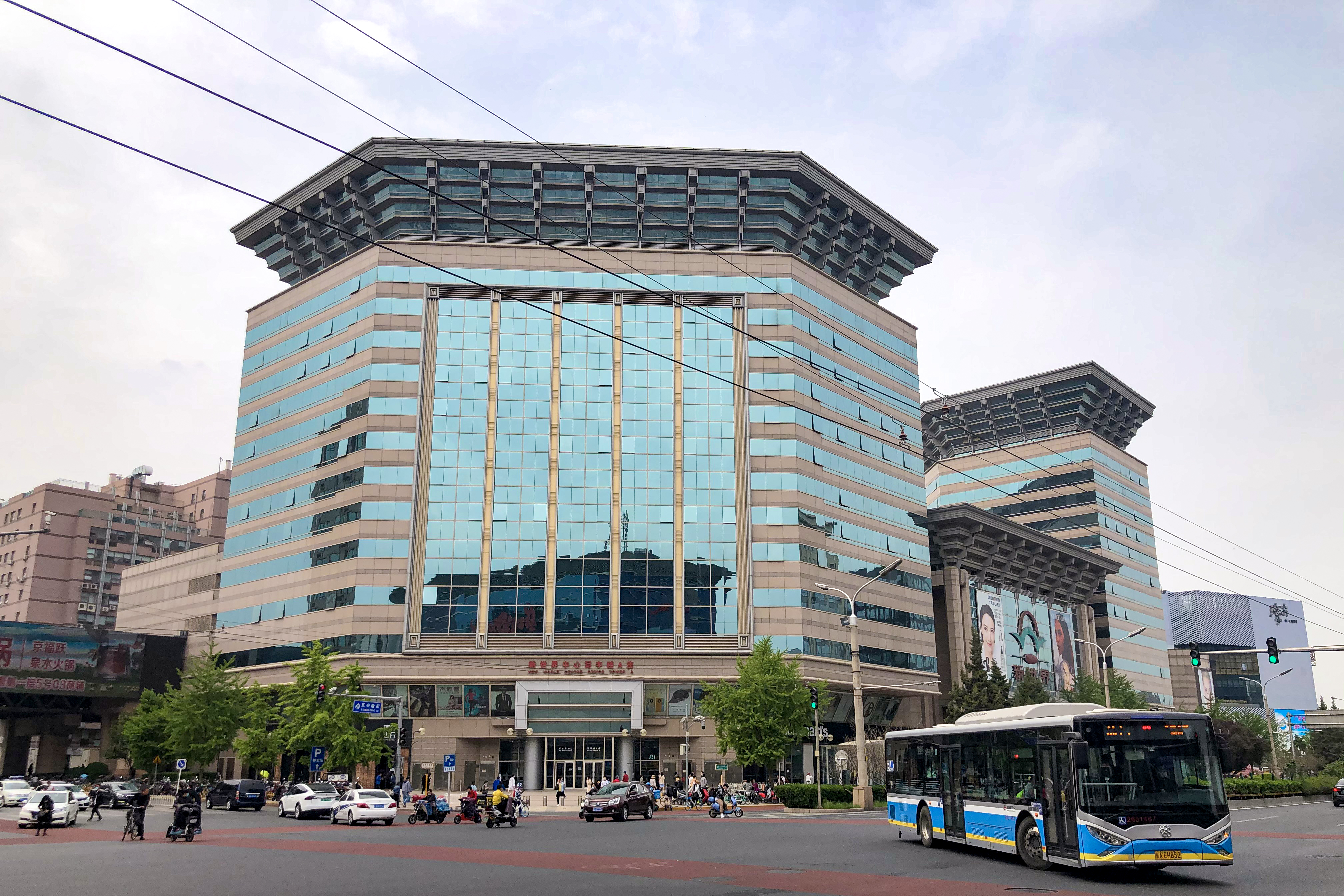
北京新世界中心

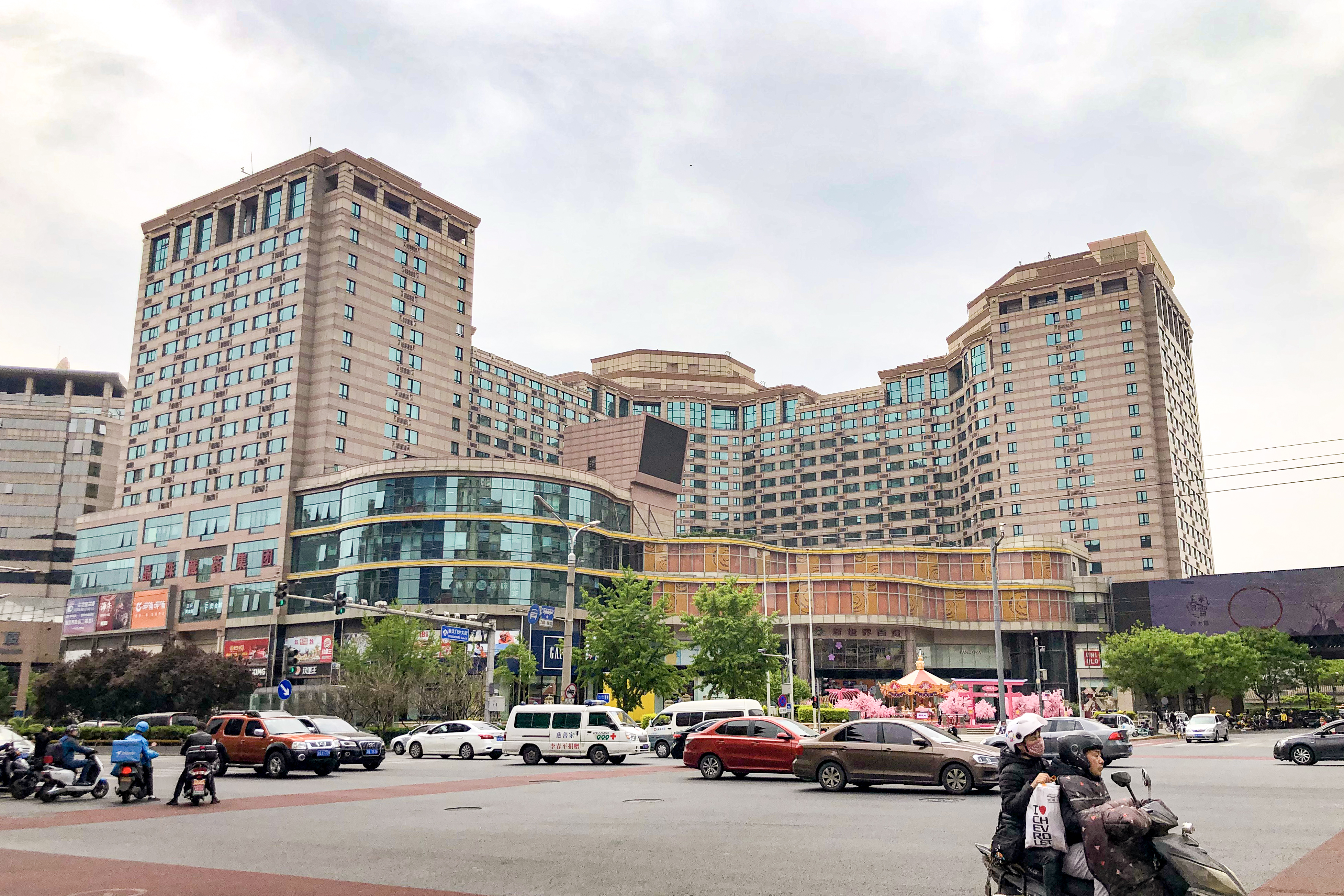
新世界百货二期

北京新世界中心位于北京市东城区崇文门外大街西侧，是一座大型多功能建筑。

## 简介
1993年4月，香港新世界发展有限公司与北京市崇文区在人民大会堂签订全面合作协议及旧城改造项目合同。1995年，崇文门外大街70米道路拓展——大市政改、扩建工程开始，新世界发展出资12.9亿元，1997年8月全线通车。1998年6月，北京新世界中心一期20万平方米投入使用。2000年11月，北京新世界中心二期4.4万平方米商场开业。2001年1月，北京正仁大厦投入使用。2001年3月北京新世界中心二期服务式公寓泰华公寓推售开始。2001年10月新景家园一期入住。2001年10月新世界家园一期入住。2002年10月，1.4万平方米的新阳商务楼竣工。2004年5月，新景家园4000多户居民回迁。2004年5月新裕家园8.2万平方米的3号楼、4号楼入住。2005年2月新怡家园一期12万平方米入住。2005年3月新世界家园二期入住。上述北京新世界中心及周边物业均为新世界发展与崇文区合作开发，形成了崇文门外的新世界商圈和居住区。
北京新世界中心由香港刘荣广伍振民建筑师事务所有限公司、中国电子工程设计院联合设计。该中心由两幢10层办公楼、一幢10层商务酒店、一幢12层公寓构成。中心5层以及地下1层均是大型商场，地下2至3层是地下车库。建筑总面积18.7万平方米，主体高度48.3米，局部高度60米。2001年3月，北京新世界中心被评选为1990年代北京十大建筑之一。
新世界中心的建设，新世界发展有限公司前三年累计投入80亿元人民币。1997年，新世界中心二期项目正在建设中，东南亚金融危机爆发，但郑家纯坚持投资。此后11年间，陆续向北京投资150亿元。1998年新世界商场一期开业后，一段时间内顾客寥寥无几。当时北京不少商场都遇到了经营困境，拉动需求十分困难，而且崇文区商业基础薄弱，“新世界”在此打造新商业区的计划受挫，招商招租很不顺利。总面积七万平方米共六层的商场，连三层都没布满。此后郑家纯将新世界商场一层外围店面以香港模式布置的婚纱、窗帘橱窗撤下，将橱窗店全部改成餐饮。自此客流开始上升。